# 원풍물산
원풍물산(元豊物産)는 대한민국의  남성복 제조 기업이다. 본사는 인천시 서구 가좌로 31 (가좌동)
에 위치해 있다.  대표이사는 이두식이다. 스코틀랜드 브랜드인 Kinloch Anderson의 국내 라이선스를 바탕으로 남성 정장과 캐주얼 의류를 제작판매한다

## 역사
1972년 12월 원풍물산주식회사의 사명으로 설립되었으며 1997년 7월 코스닥 시장에 상장하였다.

## 투자
미국의 선다이오드라는 업체에 투자해 집광형 태양전지 핵심기술 미국 특허를 가지고 있다

## 같이 보기
- 남성복

## 참고 문헌
1. ↑  원다연, 원풍물산, 이두식 대표이사 체제로 변경, 이데일리,  2023-07-26
2. ↑  김지민, 한국IR협의회 기술분석보고서-원풍물산, 2020년 9월 24일
3. ↑  국윤민, 한국IR협의회 기술분석보고서-원풍물산, 2023년 9월 21일
4. ↑  한경상, 원풍물산 주가 강세, 애플 '비전 프로' 수혜주 부각, 국제뉴스, 2023년 6월 7일